# Kaveret
Kaveret (Hebräisch: כוורת, zu Deutsch „Bienenstock“) war eine israelische Rock-Band in den 1970er Jahren. Sie war bekannt für ihre oft humorvollen Texte und ihren Musikstil.

## Geschichte
Gegründet wurde Kaveret 1973. Einige der Mitglieder trafen sich schon, als sie zusammen ihren Dienst in der israelischen Armee ableisteten. 1976 wurde die Gruppe wieder aufgelöst. Danach gründeten die ehemaligen Mitglieder Gidi Gov und Danny Sanderson zusammen mit der Sängerin Mazi Cohen und noch weiteren Musikern zunächst die Gruppe Gazoz und später eine weitere namens Doda. 
Viele Stücke von Kaveret wurden zum festen Bestandteil der israelischen Kultur und sind auch heute noch der neuen Generation israelischer Jugendlicher vertraut. 
1974 repräsentierte Kaveret unter dem Namen „Poogy“ (פוגי) Israel im Eurovision Song Contest mit ihrem Stück Natati La Chaiai (hebräisch: נתתי לה חיי, „Ich gab ihr mein Leben“). Sie erreichten Platz 7.
Die Band wurde nie formell aufgelöst, war aber nach 1980 nicht mehr permanent aktiv. Es gab jedoch in der Folgezeit immer wieder Wiedervereinigungsauftritte zu besonderen Gelegenheiten, so 1984, 1990, 1998 (zum 50-Jahr-Jubiläum der Staatsgründung Israels) und bisher letztmals 2000.

## Diskografie

### Alben
- 1973: Poogy Tales (Hebräisch: סיפורי פוגי, Sipurei Poogy)
- 1974: Poogy in a Pitah (Hebräisch: פוגי בפיתה, Poogy BePita)
- 1975: Crowded in the Ear (Hebräisch: צפוף באוזן, Tzafuf BaOzen)

### Singles (Auswahl)
- 1973: יו יה
- 1973: שיר המכולת
- 1973: המגפים של ברוך
- 1973: ילד מזדקן
- 1974: נתתי לה חיי
- 1974: הורה האחזות
- 1975: היא כל כך יפה
- 1975: גוליית
- 1975: שיעור מולדת
- 1975: מדינה קטנה
- 1975: ככה היא באמצע